# Кълн (група)
Кълн е българска сайкъделик атърнатив метъл група, създадена на 14 април 2001 г. Определяни са като мрачни, тежки и меланхолични. Боян Карамфилов споделя в бонус клипа към първия албум: „Не бих искал да има формула за Кълн, бих искал всеки да тълкува музиката ни по свой собствен начин.“ Споделят, че са повлияни от групи като Deftones, Tool, A Perfect Circle, Muse, Stone Temple Piolts, Korn, Soulfly, Meshuggah, The Gathering, The Cure.

## История

### Кълн 1
Трима души (Боян Карамфилов, Дечо Таралежков, Михаил Делирадев), водени от стремежа и вътрешната необходимост да се отдадат на изкуството, в което вярват, попадат един на друг, обединяват се и на 16 април 2001 г. група Кълн вече е факт. Не след дълго съвместната им работа дава плодове. Първият успех е отбелязан със спечелване на наградата за месец август 2001 г. на списание „Нов Ритъм“ – продуциране на песен от Graffiti Studio. Появява се композицията Страх. Месец по-късно е и дебютното участие на Кълн в столичния клуб „О!Шипка“. До октомври 2002 г. вече са налице 18 авторски парчета, записани в студио The Hole, както и видеоклипове към четири от тях (Страх, Без лице, Горд и Обречен). През същия месец оригиналният китарист Дечо Таралежков заминава в чужбина, а мястото му е заето от Георги Джеферски (екс-Fyeld). С течение на времето и след множество концертни изяви в цялата страна, споменатите 18 песни (включващи и гост-участия на Бобз (Fyeld) и Свилен (Остава)) се появяват под формата на едноименен албум, разпространяван в България от Стейн Студио. Групата залага на нестандартна визия във видеоклиповете и концертите си. Междувременно, през юни 2003 г., Кълн подписват договор със Стейн Студио и започват работа над второто си аудио – произведение.

### Кълн 2
Новата 2004 година донася на групата и нов барабанист в лицето на Иван Андреев, който за кратко време успява да придаде нов облик и звучене на музиката на триото. Кълн записват 11 композиции за албума „Polysenses“. Този път лириките са на английски език. „Polysenses“ е издаден през есента на 2005 г. малко след като триото и Стейн Студио прекъсват взаимоотношенията си. Групата го промоутира с турне из по-големите градове на България. Албумът се радва на ласкави оценки от страна на медиите. Реализирани са 3 нови видеоклипа (Role, Cocoon, Prism), както и нов интернет сайт, познат на много хора като едно от най-странните, красиви и алтернативни уеб отражения на музиката като цяло. Кълн получават покана за участие като съпорт – група за концерта на Paradise Lost в София. През 2006 г. триото започва работа по следващия си – 3 албум. Октомври прави второто си турне, включващо участие във фестивала „One Day Overground“ и първа изява извън границите на България – Истанбул (Турция). Следва няколко месечно медийно затишие, през което време групата финализира работата върху новия материал.

### Moksha (2010 г.)
През ноември 2010 излиза новия албум на Кълн „Moksha“. Промоцията на албума се състои в столичен клуб. Албумът е последван от голямо ноемврийско турне. Творението на Кълн получава оценка 8 от 10 в списание „Про-Рок“.

## Състав

### Настоящи членове
- Боян Карамфилов – бас и вокал
- Георги Джеферски – китара (от 2002)
- Иван Андреев – барабани (от 2004)

### Бивши членове
- Дечо Таралежков – китара (2001 – 2002)
- Михаил Делирадев – барабани (2001 – 2004)

## Дискография

### Албуми
- Кълн (2003)

1. „Картина“
2. „Страх“
3. „Форма“
4. „Обречен“
5. „Горд“
6. „Нов Хипократ“
7. „Без лице“
8. „Neo Grind“
9. „Ипнопс“
10. „Dance of Kuln“
11. „Убежище“
12. „Бахрейн“
13. „2x2 4x4“
14. „Част от мен“
15. „Нан Ди Тан Гаун“

- Polysenses (2005)

1. „Polysenses“
2. „Role“
3. „Cocoon“
4. „Friends of Past“
5. „Lost in Me“
6. „Prism“
7. „Happiness“
8. „Seasons“
9. „The Seventh Wave“
10. „Fake Flowers“
11. „My Birthday“

### Видеоклипове / Сингли
- Без лице (2001)
- Страх (2001)
- Обречен (2002)
- Горд (2003)
- Role (2005)
- Cocoon (2005)
- Prism (2005)

### Компилации
- О!Шипка (2003)
- Metal X-Mas (2003)

### DVD
- „One Day Overground“ (2006)

## Кавъри

### Концертни изпълнения
- „Stinkfist“ (Tool)
- „Love Song“ (The Cure)
- „My Own Summer“ (Deftones)
- „Bleed“ (Soulfly)
- „Roots“ (Sepultura)
- „Army Of Me“ (Bjork)
- „Sreet Spirit“ (Radiohead)
- „Change“ (Deftones)
- „Teardrop“ (Massive Attack)
- „Beautiful People“ (Marilyn Manson)